# Guerra civil nepalesa
La guerra civil nepalesa fue un conflicto que enfrentó al gobierno monárquico de Nepal con los rebeldes maoístas. Estos últimos pretendían instaurar un Estado socialista en Nepal - con grandes semejanzas a la vecina República Popular China, por lo que iniciaron el conflicto el 13 de febrero de 1996. 
Este conflicto se prolongaría durante 10 años, a lo largo de los cuales morirían más de 12.700 personas, 8.200 bajo responsabilidad del Estado nepalí y 4.500 de los maoístas. Según el Informal Sector Service Centre, las fuerzas gubernamentales son responsables de 85% de las muertes civiles.
Un acuerdo de paz entre un nuevo gobierno democrático y el Partido Comunista de Nepal (Maoísta) estableció el fin del conflicto el 21 de noviembre de 2006, por el cual los maoístas tomarían parte en el nuevo gobierno a cambio de entregar las armas a la ONU.

## Desarrollo del conflicto
El Partido Comunista de Nepal (Maoísta) se escindió en 1994 del Frente Unido Popular, al no coincidir con las decisiones de su líder Samyukta Jana Morcha. Este nuevo partido etiquetó a las fuerzas del gobierno de «fuerzas feudales», e incluyó bajo esta acusación a la monarquía y a los principales partidos políticos. En ese momento comenzó una carrera de armamento del grupo con simultáneos ataques contra comisarías y los cuarteles generales de diferentes distritos. En un principio el gobierno del Reino de Nepal movilizó a la Policía para contener la insurgencia. El Real Ejército de Nepal no intervino directamente en los combates porque el conflicto fue visto como un problema de control policial. La controversia siguió creciendo debido a que el Ejército no quiso ayudar a la policía durante ataques insurgentes en áreas remotas. El electo primer ministro renunció a su puesto debido a las continuas negativas del Real Ejército de tomar parte en el conflicto. Esta situación cambió dramáticamente en 2002, cuando las primeras conversaciones de paz fracasaron y los maoístas atacaron un cuartel del Ejército en el distrito de Dang, al oeste de Nepal. Durante la noche el Ejército nepalí desencadenó una lucha contra los insurgentes maoístas. Al mismo tiempo, el rey de Nepal mantuvo un gobierno «marioneta» que dependía directamente de él. Bajo la protección de la guerra contra el terrorismo y con la meta de evitar el colapso del Estado que podría servir como base para una inestabilidad regional e internacional, los EE. UU., la Unión Europea, la India y otras naciones prestaron ayuda militar y económica al Reino de Nepal. Este material de ayuda al Gobierno nepalí dejó de llegar cuando el rey Gyanendra reinstauró la monarquía absoluta en febrero de 2005.
El Gobierno respondió a la rebelión con provocadoras prohibiciones, el encarcelamiento de periodistas y el cierre de periódicos acusados de apoyo a los insurgentes maoístas. Varias negociaciones acompañadas por treguas temporales se fueron sucediendo entre el Gobierno y los insurgentes. El gobierno rechazó frontalmente en todo momento la demanda de los insurgentes de celebrar unas elecciones para una Asamblea Constituyente; ello podría haber significado la abolición popular de la monarquía - lo que finalmente sucedió en 2007. Al mismo tiempo, los maoístas rechazaron reconocer la instalación de una monarquía constitucional. En noviembre de 2004, el gobierno rechazó la petición de los maoístas de negociar directamente con el rey Gyanendra más que a través del primer ministro Sher Bahadur Deuba; su petición de que las discusiones fueran mediadas por una tercera parte, como las Naciones Unidas, también fueron rechazadas.
Durante la guerra contra el Ejército, el PCN(m) llegó a dominar el 80% del territorio de Nepal, estableciendo gobiernos locales y regionales en varios distritos. La guerrilla comunista llegó a contar con más de 30 000 combatientes, de los cuales cerca del 40% eran mujeres. Los guerrilleros crearon organizaciones nacionales de apoyo, formando un amplio frente llamado Samyukta Jana Morcha (SJM) o Frente Popular Unido. Quienes apoyaban a los maoístas argumentaban que liberaron a la población del tiránico sistema de castas, dando igualdad de derechos a las mujeres, y que se enfrentaban a una monarquía opresora y autoritaria.

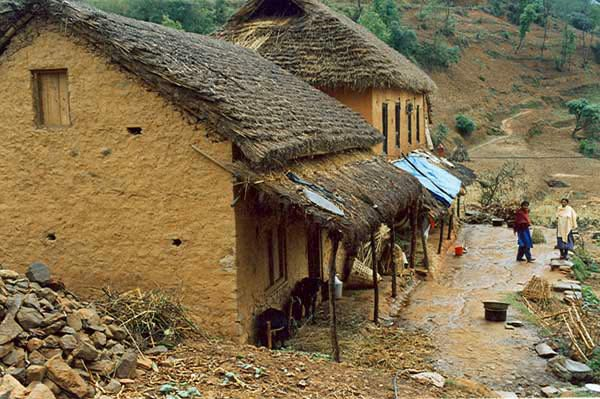
Típica casa nepalí de la zona rural, hecha de piedras y arcilla.

A lo largo del tiempo de guerra, el gobierno controló las principales ciudades y poblaciones, mientras que los maoístas controlaron las áreas rurales. Históricamente, la presencia del Gobierno nepalí ha sido más fuerte en las ciudades como Katmandú, la capital del país, y las zonas céntricas. La única presencia en las numerosas pequeñas ciudades fueron escuelas públicas, ayuntamientos y comisarías de policía. Una vez la insurgencia comenzó a controlarlas, las escuelas fueron lo único que aún quedaba del Gobierno nepalí en estas poblaciones. La fuerza del gobierno está localizada en los cuarteles generales y la capital. Los disturbios comenzaron en 2004 cuando los maoístas anunciaron un bloqueo a la capital.
En mayo de 2002, el gobierno nepalí lanzó una importante ofensiva, la cual inicialmente 140 soldados nepalíes muertos, pero terminando con más de 600 bajas guerrilleras.
Intensos combates y muertes civiles continuaron en aumento durante el 2005, cuando la cifra de fallecidos superó los 200 en diciembre de 2004. El 1 de febrero de 2005, en respuesta a la impasibilidad del gobierno democrática para restablecer el orden, el rey Gyanendra asumió el control total sobre el gobierno. Lo hizo bajo el discurso de que «la democracia y el progreso son contradictorios. En la búsqueda del liberalismo no debemos olvidar un importante aspecto de nuestra conducta, llamado disciplina».
El 22 de noviembre de 2005 del Partido Comunista de Nepal (Maoísta) y el Frente Unido Popular divulgaron una resolución de 12 puntos, estableciendo que ellos «aceptaban completamente que la monarquía autocrática es el principal obstáculo» entorpeciendo la consecución de «la democracia, la paz, la prosperidad, el progreso social y una Nepal soberana y libre». Además, «vemos claramente que sin el establecimiento absoluto de la democracia y el fin de la autocrática monarquía, no existe posibilidad de paz, progreso y prosperidad en nuestro país».

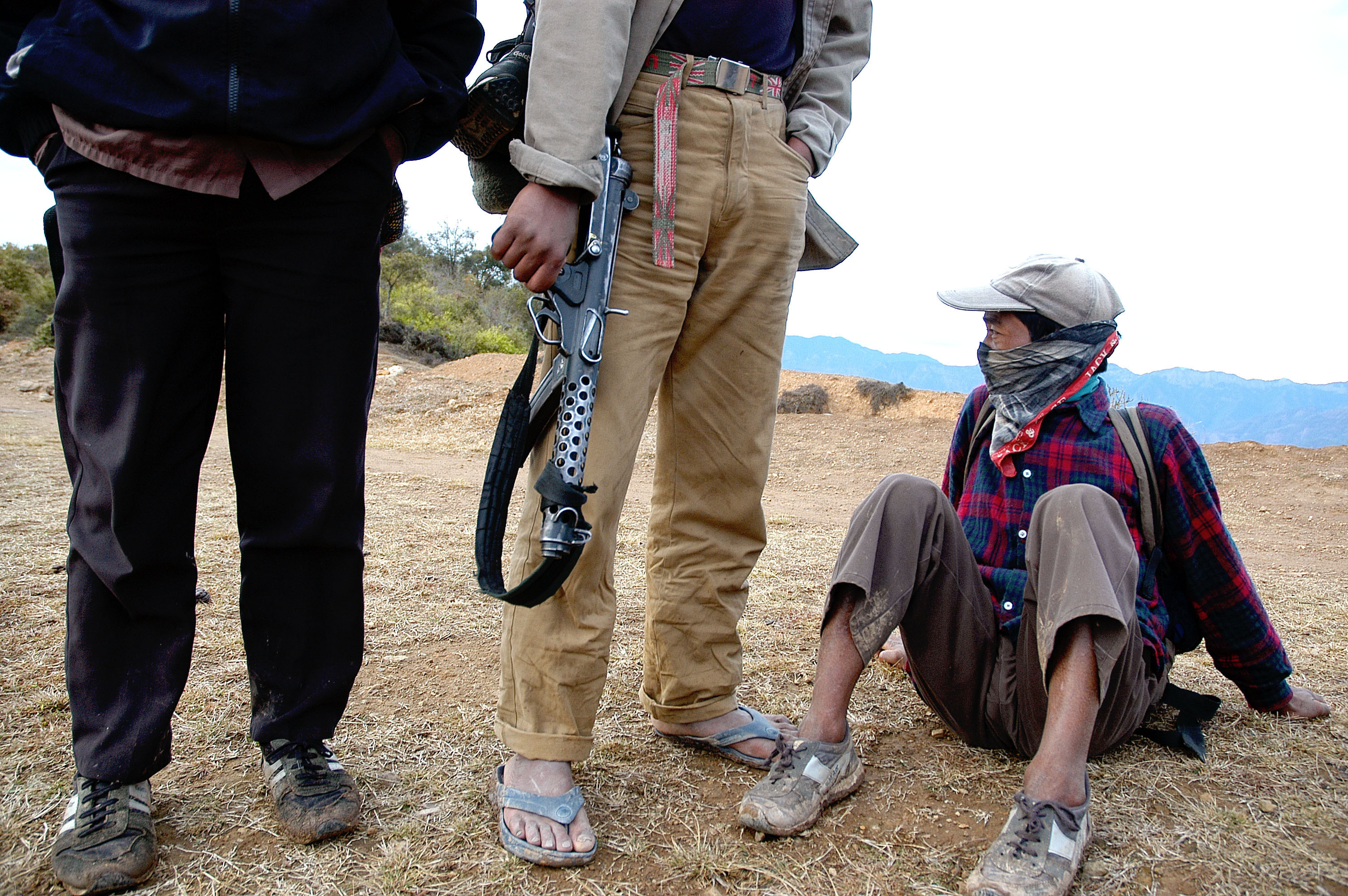
Rebeldes maoístas en una colina de Nepal.

Fue alcanzado un acuerdo entre las respectivas fuerzas para establecer la total democracia terminando con la autocrática monarquía, centrando sus esfuerzos en contra de la monarquía dando lugar a una tormenta de protestas por todo el país.
Esto marcó una ruptura con la anterior postura del Partido Comunista de Nepal (Maoísta), que anteriormente se había opuesto vehementemente al proceso de democratización gradual que había sido defendido por el Frente Unido Popular.
Como resultado de la guerra civil, el mayor recurso de Nepal en inversiones extranjeras, su industria del turismo, ha sufrido considerablemente. iExplore, una compañía de viajes, publicó un listado por orden de popularidad de los distintos destinos turísticos, basándose en sus ventas, que indicó que Nepal ha pasado de ser de los diez destinos más populares entre los aventureros, a ser la vigésimo séptima. Esta ha sido la primera vez que Nepal ha estado ausente de las primeras diez posiciones desde hace muchos años y es un signo de las presiones en el gobierno.
El conflicto ha forzado a los jóvenes y trabajadores cualificados a intentar conseguir trabajo en el extranjero. Estas personas trabajan principalmente en países como Catar o Arabia Saudita; también en países del Sudeste Asiático como Malasia. El envío regular de dinero de estos trabajadores ha permitido al país evitar una crisis o quiebra económica. La economía de Nepal se ha convertido en dependiente de las rentas extranjeras de la clase trabajadora (ej: la economía libanesa).
Es importante destacar que ambos bandos en la guerra civil han sido observados usando armas británicas que datan de la Primera y Segunda Guerra Mundial, como por ejemplo el rifle Lee-Enfield, la metralleta Bren y el subrifle Sten, así como armas de la década de 1950 como el clásico rifle AK-47 y el L1A1, amén del INSAS indio.
Como parte de los acuerdos de paz se decidió por la integración de los maoístas en el Ejército de la República Federal Democrática de Nepal, de los 6 a 8 mil excombatientes desmovilizados 2 o 3 mil fueron integrados. Desde el fin del conflicto hasta 2010 unos 31.000 excombatientes de ambos bandos se han desmovilizado.